# 具教煥
具教煥（： Koo Kyo-Hwan，1982年12月14日—），韓國男演員，名字常被譯為具高煥。2016年演出電影《夢中的簡》，獲得當年釜山國際影展年度最佳演員、2017年釜日電影獎最佳男子新人獎、2018年百想藝術大賞電影部門最佳男子新人獎等多項大獎。2021年出演Netflix《D.P：逃兵追緝令》劇集後，開始打開知名度。

## 個人生活
2013年，與導演李玉燮合作拍攝短篇獨立電影《4年級寶景伊》，進而發展為戀人關係，此後陸續合作了《今天的電影：戀愛紀錄片》、《Fly to the Sky》、《Girls On Top》、《一條鯰魚救地球》等多部獨立電影，為彼此工作上激發創意的好夥伴。此外，兩人亦共同經營名為「[2x9HD]具教煥X李玉燮」的YouTube頻道，頻道名中2韓文發音同「李」，9的韓文發音則同「具」，分別取自兩人的姓氏。 

## 影視作品

### 劇集
| 年份   | 播放平台 | 劇名                          | 角色   | 性質     | 備註   |
| 2016年 | KBS2     | 《Drama Special：悠遠的舞蹈》 | 辛天藍 | 主演     | 獨幕劇 |
| 2021年 | Netflix  | 《屍戰朝鮮：雅信傳》          | 愛達甘 | 配角     | 特別集 |
| 2021年 | Netflix  | 《D.P：逃兵追緝令》           | 韓浩烈 | 主演     |        |
| 2022年 | TVING    | 《怪異》                      | 鄭基勳 | 主演     |        |
| 2022年 | ENA      | 《非常律師禹英禑》            | 方屁噗 | 特別出演 |        |
| 2023年 | wavve    | 《朴河京旅行记》              | 李昌鎮 | 特別出演 |        |
| 2023年 | Netflix  | 《D.P：逃兵追緝令2》          | 韓浩烈 | 主演     |        |
| 2024年 | Netflix  | 《寄生獸：灰色部隊》          | 薛強祐 | 主演     |        |

### 電影
| 年份   | 片名                          | 角色      | 性質                         | 備註                   |  |
| 2008年 | 《boys》                      | 振裕      | 主演                         | 短篇電影               |  |
| 2008年 | 《臨死前的他們》              | 韓浩烈    | 主演                         | 短篇電影               |  |
| 2009年 | 《荒島·愛》                   | 公益要員1 |                              |                        |  |
| 2009年 | 《黄金时代》                  | 基哲      | 主演                         |                        |  |
| 2010年 | 《失樂園》                    | 勳鎮      |                              | 短篇電影               |  |
| 2010年 | 《兄妹之家》                  | 羅武余    | 配角                         | 短篇電影               |  |
| 2011年 | 《救救我!》                   | 教煥      | 主演                         | 短篇電影               |  |
| 2011年 | 《烏龜們》                    | 教煥      | 導演／劇本／編輯             | 短篇電影               |  |
| 2012年 | 《狼少年》                    | 醉漢      |                              |                        |  |
| 2012年 | 《Light My Fire》             |           | 主演                         | 首爾獨立電影節開幕影片 |  |
| 2012年 | 《冬眠》                      | 具炳      | 主演                         | 短篇電影               |  |
| 2013年 | 《鬼抓人》                    |           | 導演                         | 短篇電影               |  |
| 2013年 | 《Welcome to my home》        |           | 導演                         | 短篇電影               |  |
| 2014年 | 《為何獨立電影導演不給DVD？》 | 高基煥    | 導演／編劇／美術／編輯       | 短篇電影               |  |
| 2014年 | 《首爾戀愛》                  | 基哲/教煥 | 主演                         |                        |  |
| 2014年 | 《4年級寶京》                 | 具德佑    | 主演／編輯                   | 短篇電影               |  |
| 2014年 | 《熙呀》                      |           | 編輯                         | 短篇電影               |  |
| 2014年 | 《Dempseyroll：懺悔錄》       | 教煥      | 主演                         | 短篇電影               |  |
| 2015年 | 《今天的電影：戀愛紀錄片》    | 具教煥    | 導演／編劇／編輯／攝影       | 首爾獨立電影節開幕影片 |  |
| 2015年 | 《Robot:Revival 》            | 亨根      | 主演                         | 短篇電影               |  |
| 2015年 | 《課後茶時回饋》              |           | 導演／改編／製作／編輯       | 短篇電影               |  |
| 2015年 | 《Fly to the Sky》            | 教煥      | 導演／編劇／視覺效果／編輯   | 短篇電影               |  |
| 2015年 | 《汙名》                      | 老師      |                              | 短篇電影               |  |
| 2016年 | 《愛國雙驕》                  | 教煥      | 主演                         |                        |  |
| 2017年 | 《夢中的簡》                  | 簡        | 主演                         |                        |  |
| 2017年 | 《Girls on Top》              |           | 導演／合拍／編劇／服裝／編輯 | 短篇電影               |  |
| 2018年 | 《嗶聲後留言》                |           | 編劇／編輯                   | 短篇電影               |  |
| 2019年 | 《一條鯰魚救地球》            | 李成元    | 主演／編輯／製作             |                        |  |
| 2019年 | 《羅密歐：擁有眼睛的罪》      | 羅密歐    | 主演                         | 短篇電影               |  |
| 2020年 | 《屍速列車：感染半島》        | 徐尚勳    |                              |                        |  |
| 2020年 | 《The CMR 》                  |           |                              | 忠武路電影節開幕影片   |  |
| 2021年 | 《逃出摩加迪休》              | 太俊基    | 主演                         |                        |  |
| 2022年 | 《LOVE VILLAIN》              | 教煥      | 主演                         | 短篇電影               |  |
| 2023年 | 《格殺福順》                  | 韓熙成    | 主演                         |                        |  |
| 2024年 | 《絕地逃生》                  | 李現想    | 主演                         | [ 3 ]                  |  |
| 待公布 | 《新人類戰爭：復活男》        | 石煥      | 主演                         |                        |  |
| 待公布 | 《尋找國王》                  | 金道鎮    | 主演                         |                        |  |
| 待公布 | 《後來的我們》                | 恩浩      | 主演                         | [ 4 ]                  |  |
| 待公布 | 《暴雪》                      |           | 主演                         | [ 5 ]                  |  |

## 提名及獲獎列表
| 年份   | 典禮                           | 獎項                      | 作品                                      | 結果 | 備註   |
| 2011年 | 第13屆正東津獨立電影節         | 叮咚啷銅錢獎              | 《烏龜們》                                | 獲獎 |        |
| 2014年 | 第31屆釜山國際短篇電影節       | 釜山電影獎                | 《為何獨立電影導演不給DVD？》             | 獲獎 |        |
| 2014年 | 第13屆Mise en scène 短篇電影節 | 喜劇之王部門 最優秀作品獎 | 《為何獨立電影導演不給DVD？》             | 獲獎 |        |
| 2016年 | 第21屆釜山國際影展             | 年度最佳演員              | 《夢中的簡》                              | 獲獎 | [ 6 ]  |
| 2016年 | 第14屆韓亞國際短片電影節       | 國內競爭部門 大獎         | 《Fly to the Sky》                        | 獲獎 |        |
| 2016年 | Cine21 電影獎                  | 最佳男子新人獎            | 《愛國雙驕》                              | 獲獎 |        |
| 2017年 | 第22屆春史電影獎               | 最佳男子新人獎            | 《愛國雙驕》                              | 獲獎 | [ 7 ]  |
| 2017年 | 第26屆釜日電影獎               | 最佳男子新人獎            | 《夢中的簡》                              | 獲獎 | [ 8 ]  |
| 2017年 | 第38屆青龍電影獎               | 最佳男子新人獎            | 《夢中的簡》                              | 提名 | [ 9 ]  |
| 2017年 | 第18屆釜山電影評論家協會獎     | 男子新人獎                | 《夢中的簡》                              | 獲獎 |        |
| 2017年 | 第19屆正東津獨立電影節         | 叮咚啷銅錢獎              | 《Girls on Top》                          | 獲獎 |        |
| 2018年 | 第54屆百想藝術大獎             | 電影部門 男子新人演技獎   | 《夢中的簡》                              | 獲獎 | [ 10 ] |
| 2020年 | 第29屆釜日電影獎               | 最佳男配角獎              | 《屍速列車：感染半島》                    | 提名 |        |
| 2021年 | 第57屆百想藝術大獎             | 電視部門 男子配角獎       | 《屍速列車：感染半島》                    | 提名 |        |
| 2021年 | 第30屆釜日電影獎               | 最佳男配角獎              | 《逃出摩加迪休》                          | 提名 |        |
| 2021年 | 第42屆青龍電影獎               | 人氣明星獎                | 《逃出摩加迪休》                          | 獲獎 |        |
| 2021年 | 第42屆青龍電影獎               | 最佳男配角                | 《逃出摩加迪休》                          | 提名 |        |
| 2021年 | Cine21電影獎                   | 年度男演員獎              | 《D.P：逃兵追緝令》、《屍戰朝鮮：雅信傳》 | 獲獎 |        |
| 2022年 | 第20屆導演選擇獎               | 年度男子新人獎            | 《屍速列車：感染半島》                    | 獲獎 |        |
| 2022年 | 第20屆導演選擇獎               | 電視部門 年度男演員獎     | 《D.P：逃兵追緝令》                       | 獲獎 |        |
| 2022年 | 第58屆百想藝術大獎             | 電視部門 男子新人演技獎   | 《D.P：逃兵追緝令》                       | 獲獎 |        |
| 2022年 | 第58屆百想藝術大獎             | 電影部門 男子配角獎       | 《逃出摩加迪休》                          | 提名 |        |
| 2022年 | 第1屆青龍系列大獎              | 男子新人獎                | 《D.P：逃兵追緝令》                       | 獲獎 |        |
| 2024年 | 第22届导演选择奖               | 剧集部门 最佳男演员       | 《D.P：逃兵追緝令2》                      | 提名 |        |
| 2024年 | 第22屆年度品牌大賞             | OTT部門 男演員獎          | 不適用                                    | 獲獎 | [ 11 ] |
| 2024年 | 第33屆釜日電影獎               | 最佳男配角                | 《絕地逃生》                              | 提名 |        |
| 2024年 | 第45屆青龍電影獎               | 最佳男配角                | 《絕地逃生》                              | 提名 |        |
| 2024年 | 第45屆青龍電影獎               | 人氣明星獎                | 《絕地逃生》                              | 獲獎 |        |
| 2025年 | 第61屆百想藝術大獎             | 電影部門 男子配角獎       | 《絕地逃生》                              | 提名 |        |

## 外部連結
- 官方網站 （页面存档备份，存于）
- NAVER （页面存档备份，存于）
- 具教煥在韩国电影数据库（KMDb）上的資料（韓語）
- 具教煥在互联网电影资料库（IMDb）上的資料（英文）
- 具教煥在HanCinema的頁面（英文）（英文）
- 具教煥的YouTube （页面存档备份，存于）